# 소방감

소방감의 계급장

소방감(消防監, Fire Deputy Chief)은 소방관 계급 중 소방준감의 위, 소방정감의 아래로, 고위급 간부(소방 수뇌부)에 속하며, 대한민국 소방공무원 중에서 단 10여 명만이 존재한다.
공무원의 2급 이사관, 경찰의 치안감, 국군의 소장(지역방위사단장, 상비사단장)하고 동급이다.
소방준감에서 6년 안에 승진하지 못하거나, 본 계급에서 4년 안에 소방정감으로 승진하지 못하면 계급정년에 걸리게 되어 퇴직해야 한다.

## 보직
- 소방청 기획조정관, 소방정책국장, 119구조구급국장[5]
- 경북, 경남, 인천, 충남, 강원, 전남 소방본부장
- 중앙소방학교장
- 중앙119구조본부장

## 계급정년
- 4년 안에 소방정감으로 승진하지 못하면 퇴직해야 한다.

## 같이 보기
- 소방관 계급 목록